# Пам'ятки історії Армянської міськради
На території Армянської міськради Криму нараховується 12 пам'ятки архітектури, усі - Місцевого значення.
| № п/п | Обліковій номер | Найменування пам'ятника                                         | дата                                   | Місто                                                        | Розташування                                                           | Рішення про взяття на облік                                                                                     | фото                           |
| ----- | --------------- | --------------------------------------------------------------- | -------------------------------------- | ------------------------------------------------------------ | ---------------------------------------------------------------------- | --- | ------------------------------ |
| 1     | 1190            | Група братських могил радянських воїнів                         | 1941-1944рр.. 1946р.                   | Армянськ                                                     | 2-й мікрорайон, у будинку №15                                          | Рішення КО від 05.09.1969 № 595                                                                                 |                                |
| 2     | 3087            | Пам'ятник бойової техніки-гвардійський міномет БМ-13 («Катюша») | 1985 р.-встановлено пам'ятний знак     | Армянськ                                                     | мікрорайон їм. Генерала Корявко, у шосе Сімферополь-Херсон             | Рішення КО від 15.04.1986 № 164                                                                                 |                                |
| 3     | 1184            | *Перекопський вал                                               |                                        | Суворовська с/р                                              | 2,5 км на північ від с. Волошино; за 5,0 км на північ від м. Армянська | Рішення КО від 05.09.1969 № 595, Постанова РМ АРК від 20.01.1998 № 15                                           |                                |
| 4     | 1192            | Братська могила радянських воїнів                               | листопад 1943 р., квітень 1944 р.      | с. Волошино                                                  | у МТФ                                                                  | Рішення КО від 05.09.1969 № 595                                                                                 |                                |
| 5     | 1188            | Могила бійців 2-ї окремої ударно-вогневої бригади 51-ї армії    | листопад 1920 р.                       | с. Перекоп                                                   | на північ від Перекопського валу                                       | Рішення КО від 05.09.1969 № 595                                                                                 |                                |
| 6     | 4660-АР         | Братська могила воїнів — учасників Севастопольської оборони     | 1854-1855 рр.., перепоховання в 1954р. | с. Перекоп                                                   | між селом та Перекопський бромистий заводом                            | Наказ Міністерства культури України від 16.06.2011 №453/0/16-11; Наказ МКтаТ України від 03.02.2010 №58/0/16-10 |                                |
| 7     | 2230            | Пам'ятний знак на честь Героя Радянського Союзу І.М.Бережного   | 1975р.                                 | с. Суворове                                                  | дендропарк бригади В.С.Саранчі                                         | Рішення КО від 15.01.1980 № 16                                                                                  |                                |
| 8     | 2231            | Могила Героя Радянського Союзу І.М.Бережного                    | квітень 1944 р.                        | с. Суворове                                                  | у сільського кладовища                                                 | Рішення КО від 15.01.1980 № 16                                                                                  |                                |
| 9     | 3152            | Пам'ятний знак на честь воїнів-артилеристів (гаубиця)           | Серпень 1986 р.                        | Армянськ                                                     | вул. Гайдара/вул. Магдесяна                                            | Рішення КО від 20.02.1990 № 48                                                                                  |                                |
| 10    | 1191            | Братська могила радянських воїнів                               | 1941-1944 рр..                         | Армянськ                                                     | вул. Іванищева, парк                                                   | Рішення КО від 05.09.1969 № 595                                                                                 |                                |
| 11    | 2232            | Пам'ятник-танк «Т-34»                                           | 1941-1944 рр..                         | 1989 р.-встановлена меморіальна дошка; 1989р.-пам'ятний знак | Армянськ                                                               | вул. Сімферопольської/вул. Іванищева                                                                            | Рішення КО від 15.01.1980 № 16 |
| 12    | 1189            | Група братських могил радянських воїнів                         | 1920р.- 1944р.                         | Армянськ                                                     | вул. Шкільна, колишнє цивільне кладовище                               | Рішення КО від 05.09.1969 № 595                                                                                 |                                |